# Air Canada Tango

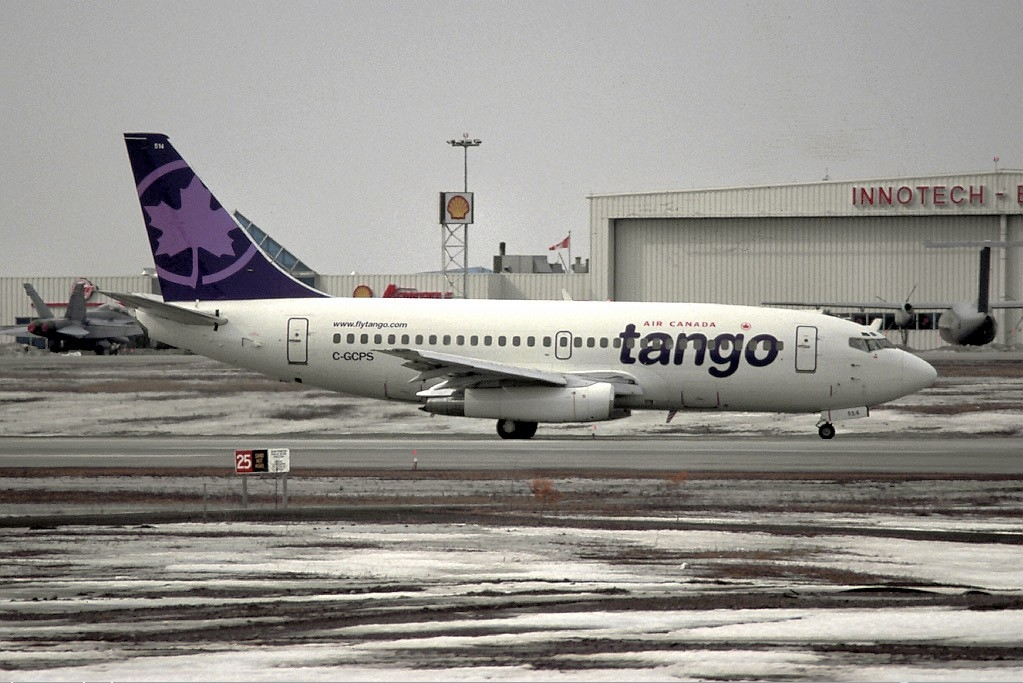
Боинг 737-200 авиакомпании Air Canada Tango

Air Canada Tango — дочерний филиал Air Canada, который основан в 2001 году для того, чтобы предлагать простые (недорогие) услуги на некоторых маршрутах Air Canada и сокращать эксплуатационные расходы основной компании, испытывающей трудности. Tango, базирующаяся в Торонто, обслуживала основные канадские маршруты на большие расстояния между такими городами, как: Торонто, Оттава, Монреаль, Калгари и Ванкувер, а также с некоторыми местами отдыха в США и Мексике, такими как Форт-Лодердейл, Сиэтл, Тампа и Мехико.
Название авиакомпании сокращено от «Tan and Go», что относится к южным зимним направлениям, которые она планировала обслуживать.
Флот Air Canada Tango состоял из самолётов Airbus A320-200 и Boeing 737-200. Boeing 737-200 был добавлен к флоту в 2002 году, но большинство из них покинули флот в конце 2002 — начале 2003 года и были переведены в другое дочернее предприятие Air Canada — Zip, которое вывело их из эксплуатации в 2004 году. прекратили операции, четыре из которых перешли в Air Canada Jetz, а остальные перешли в основной флот Air Canada.